# Kevin Korjus

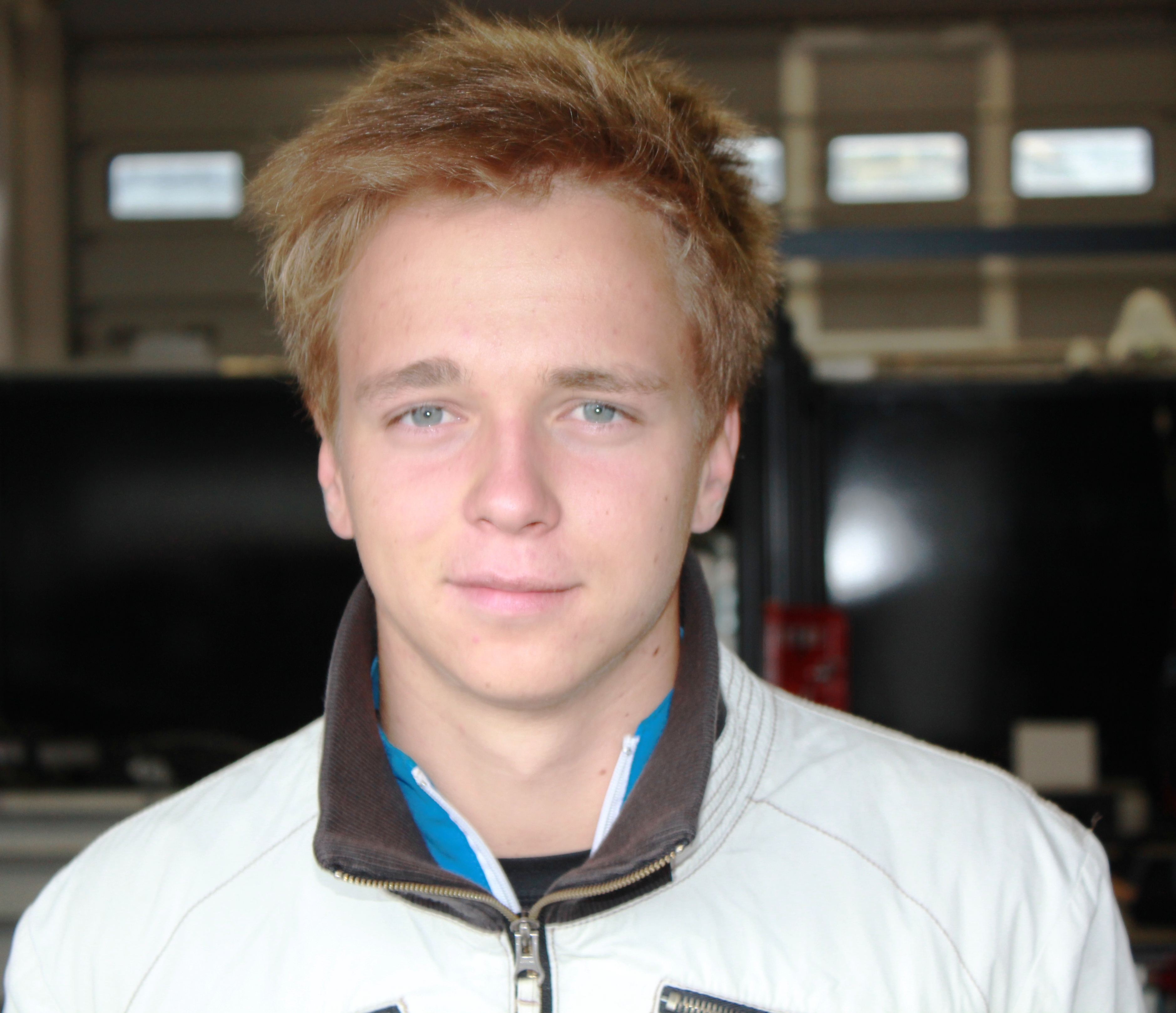
Kevin Korjus

Kevin Korjus (Tallinn, 9 januari 1993) is een Estisch autocoureur, die anno 2013 in de GP3 Series rijdt.

## Carrière

### Formule Renault 2.0
Na zijn carrière in het karting, stapte Korjus in 2008 over naar het formuleracing in de Finse Formule Renault voor het T.T. Racing Team. Hij eindigde als tweede in het kampioenschap achter Jesse Krohn met 3 overwinningen en 8 andere podiumplaatsen. In 2009 bleef hij rijden voor het team, maar nu in de Formule Renault 2.0 NEC. Hij eindigde hier als vijfde in het kampioenschap met als enige podiumpositie een tweede plaats op Most.
In 2010 stapte Korjus over naar de Eurocup Formule Renault 2.0 voor het team Koiranen Bros. Motorsport. Hij won 9 races en stond nog 3 andere keren op het podium, waarmee hij met 63 punten verschil op Luciano Bacheta het kampioenschap won.

### Formule Renault 3.5 Series
Dankzij zijn resultaten in de Formule Renault werd Korjus opgenomen in het Renault Driver Development. Aan het eind van 2010 werd bekend dat hij in de Formule Renault 3.5 Series mocht rijden in 2011 voor het team Tech 1 Racing. Op 17 april 2011 werd hij de jongste coureur die een race won in deze klasse op de leeftijd van 18 jaar en 98 dagen. Hij behaalde uiteindelijk nog twee overwinningen en werd hiermee zesde in het kampioenschap en tweede in het rookiekampioenschap, achter Alexander Rossi.
In 2012 bleef Korjus rijden in de Formule Renault 3.5 voor het team Tech 1, met Jules Bianchi als teamgenoot. Korjus had een moeilijk seizoen, met veel vroege uitvalbeurten en mechanische problemen, maar toch wist hij op de Moscow Raceway als derde te eindigen. Met drie ronden te gaan in het kampioenschap stapte hij over naar het team van Lotus, en zijn plaats bij Tech 1 werd ingenomen door vicekampioen in de GP3 Series Daniel Abt. Uiteindelijk eindigde hij als tiende in het kampioenschap met 69 punten.

### GP3 Series
In 2013 gaat Korjus rijden in de GP3 Series voor het nieuwe team Koiranen Motorsport. Hij krijgt hier Aaro Vainio en Patrick Kujala als teamgenoten.

### Formule 1
Korjus had zijn eerste ervaring in een Formule 1-auto bij de Young Driver's Test op 16 november 2011 in een Renault R31.
Korjus was de test- en reservecoureur van het Lotus F1 Team tijdens de Grand Prix van Italië 2012. Omdat de reguliere coureur van het team Romain Grosjean een ban van één race kreeg omdat hij een groot ongeluk veroorzaakte in de Grand Prix van België, promoveerde het team hun reguliere testcoureur Jérôme d'Ambrosio om Grosjeans plaats in te nemen voor de race, en Korjus nam de vacante plaats in van testcoureur.